# Magliasina
La Magliasina è un fiume svizzero a regime torrentizio, di portata ridotta che scorre interamente nel Canton Ticino, più precisamente nel distretto di Lugano.
Le sue sorgenti si trovano nell'Alto Malcantone, sulle pendici del monte Gradiccioli. La Magliasina sfocia nel Lago di Lugano in località di Magliaso (da cui prende il nome).

Ha due affluenti: il riale Bavocc (la cui sorgente si trova sul Monte Lema) e il Ri di Molgè (che nasce in località Banco di Bedigliora).

Lungo il suo corso, in località Pura una società locale ha costruito diverse vasche destinate alla piscicoltura (trote).
La portata della Magliasina subisce forti e repentini cambi di volume idrico in caso di acquazzoni o temporali estivi.
All'inizio del secolo scorso, in località Iseo vi era un bacino idrico che alimentava una centrale elettrica di proprietà della Società Elettrica Malcantonese. L'impianto venne poi in seguito venduto al comune di Lugano e la società si estinse.

L'esercizio di questa centrale si interruppe nel 1931 a causa dei danni provocati da un forte alluvione.
Sono ancora visibili i resti del muro della diga tra le località di Curio e Iseo, mentre poco più a valle (nel punto denominato al Molino) si intravedono con difficoltà i resti della centrale elettrica.